# CIE xy
Cet article court présente un sujet plus développé dans : Diagramme de chromaticité.

Diagramme de chromaticité du système CIE XYZ. Les couleurs sont indicatives, les écrans informatiques ne peuvent représenter qu'une partie des couleurs visibles.

La chromaticité CIE xy est dérivée du système XYZ de la Commission internationale de l'éclairage :
{\displaystyle {\begin{cases}x={\frac {X}{X+Y+Z}}\\y={\frac {Y}{X+Y+Z}}\end{cases}}}.
La chromaticité est la propriété qui distingue des couleurs de luminance égale. Une couleur claire a une luminance élevée, une couleur sombre a une luminance faible. La composante Y du système XYZ est proportionnelle à la luminance telle qu'elle est définie en photométrie.
|        |        |        |        |        |
| Y=0,02 | Y=0,04 | Y=0,08 | Y=0,16 | Y=0,32 |

|        |        |        |        |        |
| Y=0,06 | Y=0,12 | Y=0,23 | Y=0,46 | Y=0,92 |

On peut retrouver les coordonnées trichromatiques XYZ d'une couleur connaissant sa chromaticité (x, y) et sa luminance Y : 
{\displaystyle (X,Y,Z)=\left({\frac {x}{y}}Y,\quad Y,\quad {\frac {1-x-y}{y}}Y\right)}.
y est toujours supérieur à 0 pour les couleurs réelles.
Le couple de valeurs de chromaticité x et y, pris comme couple de coordonnées cartésiennes, permet d'établir une représentation en deux dimensions de l'ensemble des couleurs sans tenir compte de leur luminance. Ce diagramme de chromaticité place celle des couleurs réelles à l'intérieur de la courbe des rayonnements monochromatiques, souvent graduées en longueur d'onde dans le vide.  On situe souvent de cette façon la couleur d'un filtre optique ou le gamut d'un système de reproduction.